# Suspicion légitime
La suspicion légitime est, en droit processuel, un soupçon de partialité envers la juridiction saisie qui permet à la juridiction supérieure, à la demande d'une partie, de dessaisir la première et de renvoyer l'affaire à une autre juridiction de même nature, si le soupçon est fondé.
En France, le renvoi pour cause de suspicion légitime est, depuis 1959, une « règle générale de procédure » et, à ce titre, ouvert même sans texte et qui ne peut être écarté que par une loi expresse. Devant les juridictions de l'ordre judiciaire, le renvoi pour cause de suspicion légitime est régi, en matière civile, par les articles 356 à 363 du code de procédure civile et, en matière pénale, par l'article 662 du code de procédure pénale. Devant les juridictions de l'ordre administratif, il est ouvert depuis 1957.

### Codes
- [CPC] Code de procédure civile, art. 356 à 363.
- [CPP] Code de procédure pénale, art. 662.

### Jurisprudence
- [CE Sect., 3 mai 1957] CE Sect., 3 mai 1957, Nemegyei
- [CE 8 janv. 1959] CE, 8 janvier 1959, Commissaire du gouvernement près le Conseil supérieur des experts comptables